# Cephaloziella elegans
Cephaloziella elegans là một loài rêu trong họ Cephaloziellaceae. Loài này được Heeg Schiffner mô tả khoa học đầu tiên năm 1912.